# Psyllocamptus fuegiensis
Psyllocamptus fuegiensis is een eenoogkreeftjessoort uit de familie van de Ameiridae. De wetenschappelijke naam van de soort is voor het eerst geldig gepubliceerd in 1982 door Pallares.